# Forn de calç de la Forestal
El Forn de calç de la Forestal és una obra de Maçanet de Cabrenys (Alt Empordà) inclosa a l'Inventari del Patrimoni Arquitectònic de Catalunya.

## Descripció
Forn de calç situat a la carretera de Les Salines, del qual en conservem l'entrada i l'interior del forn. Aquesta entrada està feta de pedra, amb un arc rebaixat i la volta és de maó. Interiorment, el forn és de forma circular i està construït a partir de pedres afilerades irregulars les unes sobre les altres fins a crear la cúpula.